# John A. Durkin

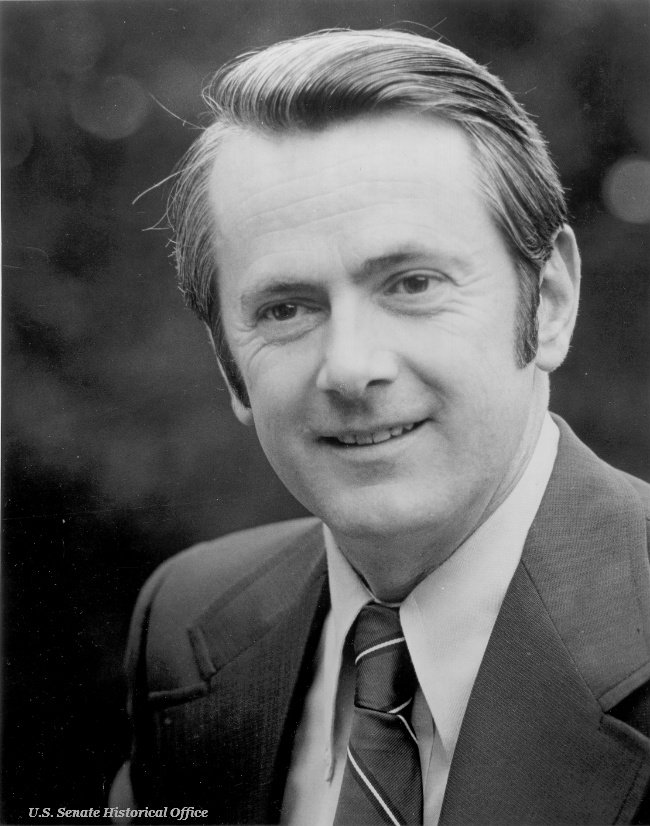
John A. Durkin

John Anthony Durkin (* 29. März 1936 in Brookfield, Worcester County, Massachusetts; † 16. Oktober 2012) war ein US-amerikanischer Politiker (Demokratische Partei), der von 1975 bis 1980 den Bundesstaat New Hampshire im US-Senat vertrat.
John Durkin besuchte bis 1959 das Holy Cross College in Worcester. Im Anschluss diente er von 1959 bis 1961 in der United States Navy. Durkin studierte nun am Georgetown University Law Center, der Law School der Georgetown University in Washington, D.C. 1965 schloss er sein Studium ab und wurde 1966 in die Anwaltschaften von New Hampshire und Massachusetts aufgenommen. Durkin praktizierte nun als Anwalt in Concord. Des Weiteren arbeitete er von 1966 bis 1968 im Büro des Attorney General von New Hampshire, war von 1967 bis 1968 Assistant Attorney General des Bundesstaates und fungierte von 1968 bis 1973 als Insurance Commissioner von New Hampshire.
Bei der Wahl 1974 kandidierte er für einen Sitz im US-Senat. Er unterlag nach der ersten Auszählung der Stimmen seinem republikanischen Gegenkandidaten Louis C. Wyman mit 355 Stimmen Rückstand und verlangte eine Nachzählung, die einen Vorsprung von 10 Stimmen für Durkin ergab, sodass sein Wahlsieg vorläufig zertifiziert wurde. Wyman klagte dagegen und erreichte eine dritte Auszählung der Stimmen, bei der Wyman mit 2 Stimmen Vorsprung gewann und nun seinerseits als Wahlsieger zertifiziert wurde. Der bisherige republikanische Mandatsinhaber Norris Cotton trat daraufhin zurück, und der Gouverneur New Hampshires ernannte Wyman am 31. Dezember 1974 zum Senator, um ihm größere Seniorität zu geben als den anderen, am 3. Januar hinzukommenden neuen Senatoren. Am 3. Januar 1975 rief Durkin den Regelausschuss an und erreichte, dass Wyman den Sitz verlor und Cotton wieder als Platzhalter eingesetzt wurde. Durkin und Wyman einigten sich auf eine Nachwahl. Nachdem der Senatssitz am 8. August 1975 für vakant erklärt worden war, gelang es Durkin bei der Nachwahl am 16. September 1975 mit großem Vorsprung gewählt zu werden.
Durkin gehörte dem Senat vom 18. September 1975 bis zu seinem Rücktritt am 20. Dezember 1980 an, nachdem er bei der Wahl 1980 unterlegen war. Bei der Senatswahl 1990 in New Hampshire versuchte Durkin erneut ohne Erfolg, in den Senat gewählt zu werden.
Durkin zog sich danach aus der Politik zurück und praktizierte als Anwalt in New Hampshire. Er lebte zuletzt in Manchester.

## Belege
1. ↑  Closest Election in Senate History. In: Senate.gov; Anne M. Butler, Wendy Wolff:  The Election Case of John A. Durkin v. Louis C. Wyman of New Hampshire (1975). In: Senate.gov, 1995.

| Personendaten    | Personendaten                                      |
| ---------------- | -------------------------------------------------- |
| NAME             | Durkin, John A.                                    |
| ALTERNATIVNAMEN  | Durkin, John Anthony (vollständiger Name)          |
| KURZBESCHREIBUNG | US-amerikanischer Politiker (Demokratische Partei) |
| GEBURTSDATUM     | 29. März 1936                                      |
| GEBURTSORT       | Brookfield, Massachusetts                          |
| STERBEDATUM      | 16. Oktober 2012                                   |